# خوسه پارودی
خوسه پارودی (اسپانیایی: José Parodi‎؛ ۳۰ اوت ۱۹۳۲ – ۲۲ اوت ۲۰۰۶) بازیکن فوتبال اهل پاراگوئه بود.
از باشگاه‌هایی که در آن بازی کرده‌است می‌توان به باشگاه ورزشی لاتزیو، باشگاه ورزشی الیمپیا، باشگاه فوتبال لاس پالماس، باشگاه فوتبال جنوآ، باشگاه فوتبال نیم المپیک، و باشگاه فوتبال پادوا اشاره کرد.
وی همچنین در تیم ملی فوتبال پاراگوئه بازی کرده‌است.